# IC 3396
IC 3396 ist eine linsenförmige Galaxie vom Hubble-Typ S0-a? im Sternbild Coma Berenices am Nordsternhimmel. Sie ist schätzungsweise 857 Millionen Lichtjahre von der Milchstraße entfernt.
Das Objekt wurde am 23. März 1903 vom deutschen Astronomen Max Wolf entdeckt.